# Regele Ioan
 Regele Ioan  este una din piesele de teatru ale lui William Shakespeare, numele complet al piese fiind  Viața și moartea regelui Ioan  (în engleză —  The Life and Death of King John ).
Piesa dramatizează domnia regelui Ioan Fără de Țară (a domnit între 1199 – 1216), fiul regelui Henric al II-lea al Angliei și Eleanorei de Aquitaine, respectiv tatăl regelui Henric al III-lea al Angliei.
A fost probabil scrisă la mijlocul anilor 1590, dar nu a fost publicată decăt în 1623, în ediția First Folio.

## Prezentare
Această dramă istorică înfățișează evenimente din perioada domniei regelui Ioan Fără de Țară (Ioan Plantagenetul) (1199–1216), fiul lui Henric al II-lea și al Eleanorei de Aquitania. A fost scrisă către sfârșitul secolului al XVI-lea și publicată abia în 1623.